# Grand Prix Kanady 1976
Grand Prix Kanady 1976 (oficiálně XVI Labatt's Canadian Grand Prix) se jela na okruhu Canadian Tire Motorsport Park v Ontariu v Kanadě dne 3. října 1976. Závod byl čtrnáctým v pořadí v sezóně 1976 šampionátu Formule 1.

## Kvalifikace
| Poř. | No. | Jezdec             | Konstruktér        | Čas      | Ztráta   |
| ---- | --- | ------------------ | ------------------ | -------- | -------- |
| 1    | 11  | James Hunt         | McLaren-Ford       | 1:12.389 | —        |
| 2    | 10  | Ronnie Peterson    | March-Ford         | 1:12.783 | + 0.394  |
| 3    | 9   | Vittorio Brambilla | March-Ford         | 1:12.799 | + 0.410  |
| 4    | 4   | Patrick Depailler  | Tyrrell-Ford       | 1:12.837 | + 0.448  |
| 5    | 5   | Mario Andretti     | Lotus-Ford         | 1.13.028 | + 0.639  |
| 6    | 1   | Niki Lauda         | Ferrari            | 1:13.060 | + 0.671  |
| 7    | 3   | Jody Scheckter     | Tyrrell-Ford       | 1:13.191 | + 0.802  |
| 8    | 34  | Hans Joachim Stuck | March-Ford         | 1:13.322 | + 0.933  |
| 9    | 26  | Jacques Laffite    | Ligier-Matra       | 1:13.425 | + 1.036  |
| 10   | 8   | Carlos Pace        | Brabham-Alfa Romeo | 1:13.438 | + 1.049  |
| 11   | 12  | Jochen Mass        | McLaren-Ford       | 1:13.439 | + 1.050  |
| 12   | 2   | Clay Regazzoni     | Ferrari            | 1:13.500 | + 1.111  |
| 13   | 16  | Tom Pryce          | Shadow-Ford        | 1:13.665 | + 1.276  |
| 14   | 28  | John Watson        | Penske-Ford        | 1:13.973 | + 1.584  |
| 15   | 6   | Gunnar Nilsson     | Lotus-Ford         | 1:14.397 | + 2.008  |
| 16   | 22  | Jacky Ickx         | Ensign-Ford        | 1:14.461 | + 2.072  |
| 17   | 30  | Emerson Fittipaldi | Fittipaldi-Ford    | 1:14.471 | + 2.082  |
| 18   | 17  | Jean-Pierre Jarier | Shadow-Ford        | 1:15.113 | + 2.724  |
| 19   | 7   | Larry Perkins      | Brabham-Alfa Romeo | 1:15.598 | + 3.209  |
| 20   | 19  | Alan Jones         | Surtees-Ford       | 1:15.652 | + 3.263  |
| 21   | 38  | Henri Pescarolo    | Surtees-Ford       | 1:15.846 | + 3.457  |
| 22   | 18  | Brett Lunger       | Surtees-Ford       | 1:16.201 | + 3.812  |
| 23   | 24  | Harald Ertl        | Hesketh-Ford       | 1:16.534 | + 4.145  |
| 24   | 25  | Guy Edwards        | Hesketh-Ford       | 1:17.217 | + 4.828  |
| 25   | 20  | Arturo Merzario    | Wolf-Williams-Ford | 1:17.288 | + 4.899  |
| 26   | 21  | Chris Amon         | Wolf-Williams-Ford | 1:18.202 | + 5.813  |
| 27   | 39  | Otto Stuppacher    | Tyrrell-Ford       | 1:25.024 | + 12.695 |

## Závod
| Poř.   | No. | Jezdec             | Konstruktér        | Počet kol | Čas/Odstoupení    | Pořadí na startu | Body |
| ------ | --- | ------------------ | ------------------ | --------- | ----------------- | ---------------- | ---- |
| 1      | 11  | James Hunt         | McLaren-Ford       | 80        | 1:40:09.626       | 1                | 9    |
| 2      | 4   | Patrick Depailler  | Tyrrell-Ford       | 80        | + 6.331           | 4                | 6    |
| 3      | 5   | Mario Andretti     | Lotus-Ford         | 80        | + 10.366          | 5                | 4    |
| 4      | 3   | Jody Scheckter     | Tyrrell-Ford       | 80        | + 19.745          | 7                | 3    |
| 5      | 12  | Jochen Mass        | McLaren-Ford       | 80        | + 41.811          | 11               | 2    |
| 6      | 2   | Clay Regazzoni     | Ferrari            | 80        | + 46.256          | 12               | 1    |
| 7      | 8   | Carlos Pace        | Brabham-Alfa Romeo | 80        | + 46.472          | 10               |      |
| 8      | 1   | Niki Lauda         | Ferrari            | 80        | + 1:12.957        | 6                |      |
| 9      | 10  | Ronnie Peterson    | March-Ford         | 79        | + 1 kolo          | 2                |      |
| 10     | 28  | John Watson        | Penske-Ford        | 79        | + 1 kolo          | 14               |      |
| 11     | 16  | Tom Pryce          | Shadow-Ford        | 79        | + 1 kolo          | 13               |      |
| 12     | 6   | Gunnar Nilsson     | Lotus-Ford         | 79        | + 1 kolo          | 15               |      |
| 13     | 22  | Jacky Ickx         | Ensign-Ford        | 79        | + 1 kolo          | 16               |      |
| 14     | 9   | Vittorio Brambilla | March-Ford         | 79        | + 1 kolo          | 3                |      |
| 15     | 18  | Brett Lunger       | Surtees-Ford       | 78        | + 2 kola          | 22               |      |
| 16     | 19  | Alan Jones         | Surtees-Ford       | 78        | + 2 kola          | 20               |      |
| 17     | 7   | Larry Perkins      | Brabham-Alfa Romeo | 78        | + 2 kola          | 19               |      |
| 18     | 17  | Jean-Pierre Jarier | Shadow-Ford        | 77        | + 3 kola          | 18               |      |
| 19     | 38  | Henri Pescarolo    | Surtees-Ford       | 77        | + 3 kola          | 21               |      |
| 20     | 25  | Guy Edwards        | Hesketh-Ford       | 75        | + 5 kol           | 23               |      |
| Ret    | 26  | Jacques Laffite    | Ligier-Matra       | 43        | Tlak oleje        | 9                |      |
| Ret    | 30  | Emerson Fittipaldi | Fittipaldi-Ford    | 41        | Výfuk             | 17               |      |
| Ret    | 34  | Hans Joachim Stuck | March-Ford         | 36        | Zacházení         | 8                |      |
| Ret    | 20  | Arturo Merzario    | Wolf-Williams-Ford | 11        | Nehoda            | 24               |      |
| DNS    | 24  | Harald Ertl        | Hesketh-Ford       |           | Nehoda v tréninku |                  |      |
| DNS    | 21  | Chris Amon         | Wolf-Williams-Ford |           | Nehoda v tréninku |                  |      |
| DNQ    | 39  | Otto Stuppacher    | Tyrrell-Ford       |           |                   |                  |      |
| Zdroj: |     |                    |                    |           |                   |                  |      |

## Průběžné pořadí po závodě
Pohár jezdců
| Pořadí | Jezdec            | Body |
| ------ | ----------------- | ---- |
| 1      | Niki Lauda        | 64   |
| 2      | James Hunt        | 56   |
| 3      | Jody Scheckter    | 43   |
| 4      | Patrick Depailler | 33   |
| 5      | Clay Regazzoni    | 29   |
| Zdroj: |                   |      |

Pohár konstruktérů
| Pořadí | Konstruktér  | Body    |
| ------ | ------------ | ------- |
| 1      | Ferrari      | 77      |
| 2      | McLaren-Ford | 61 (62) |
| 3      | Tyrrell-Ford | 59      |
| 4      | Ligier-Matra | 20      |
| 5      | Lotus-Ford   | 20      |
| Zdroj: |              |         |